# Cacciatori d'oca
I cacciatori d'oca sono un prodotto agroalimentare tradizionale della Lomellina (la zona della provincia di Pavia situata tra il Ticino e il Po, intorno a Mortara), consistente in un insaccato di carne di suino e d'oca (il 30% in peso), con sale, pepe, aromi naturali, nitrati (E252). Il prodotto ha forma cilindrica allungata di 15-20 cm di lunghezza e 4 cm di diametro. Il peso delle confezioni è di 300-400 g.